# James Krause (cầu thủ bóng đá)
James Krause (sinh ngày 9 tháng 1 năm 1987) là một cựu cầu thủ bóng đá chuyên nghiệp
Krause khởi đầu sự nghiệp với Ipswich Town và từng thi đấu cho Anh ở cấp độ U-17.
Krause kí bản hợp đồng 2 năm với Carlisle United vào ngày 21 tháng 11 năm 2006. Vào ngày 11 tháng 1 năm 2007 hợp đồng cho mượn của anh được kéo dài đến hết 2006-07, nhưng trở lại Ipswich ngày 3 tháng 5 năm 2007 sau khi chỉ thi đấu 3 trận quốc nội.
Krause bị giải phóng hợp đồng bởi Ipswich vào tháng 5 năm 2007 và sau đó gia nhập Rushden & Diamonds, but was released vào tháng 8 năm 2007 và gia nhập Crawley Town.

## Danh hiệu
Ipswich Town
- Cúp FA Trẻ: 2004-05[3]